# Curs
Curs (en grec: Κούρς, Curis (Qwrys) o Crus (en grec: Κρους)), va ser un general de l'exèrcit romà d'Orient del segle VI, actiu durant el regnat dels emperadors Justinià I (r. 527–565), Justí II (r. 565–578), Tiberi II (r. 578-582) i Maurici (r. 582-602). El trobem inicialment com a oficial subordinat del general Narses, més tard, el 574, el trobem com comandant de les tropes a l'Armènia romana. Els anys següents, va participar de diverses operacions contra l'Imperi Sassànida en la guerra en curs, aconseguint moltes victòries per als romans.

## Biografia

Frontera romà-persa a l'Antiguitat Tardana

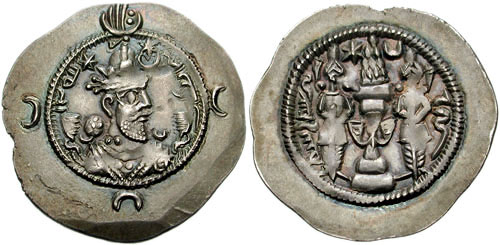
Dracma de Còsroes I (r. 531–579)

Curs és citat com a escita, el que a la pràctica implica un origen hun o got, probablement era hun, doncs el seu nom no té origen germànic. Es coneix molt poc d'ell, excepte què va servir a Itàlia a la dècada de 550 sota Narses. L'any 574, dos anys després de l'inici d'una nova guerra contra l'Imperi Sassànida, apareix a l'Armènia romana com comandant de l'exèrcit local al costat de Teodor. Probablement a finals del 574, van envair Albània agafant ostatges entre els albanesos, sabirs i altres tribus per a assegurar la seva lleialtat. El 575, van rebre ordres del cèsar Tiberi II per tornar d'Albània pel costat romà del riu Cir, portant els ostatge amb ell.
L'absència de Curs i Teodor a Armènia va ser aprofitada pel rei Còsroes I (r. 531–579), que va passar a través del país sense molèsties i va envair el territori romà, arribant fins a Sebasteia. A la tardor del 575, Còsroes I va ser amenaçat pels exèrcits de Curs i del magister militum per Orientem Justinià. Còsroes, al trobar-se una força major del que esperava, es va negar a oferir batalla. Curs per iniciativa pròpia va atacar, i va obligar l'exèrcit sassànida a retirar-se capturant la majoria dels trens d'equipatge persa.
El 578, Curs va servir amb Maurici, en aquell moment magister militum per Orientem i futur emperador, en la seva primera campanya exitosa contra els perses. A la tardor d'aquell any, Maurici el va enviar amb Romà a través del riu Tigris a saquejar el territori persa. L'any següent, Curs i Joan Mistacó, van liderar les forces romanes a Armènia, aconseguint una victòria sobre els perses capturant a més a més el propi comandant persa i el seu fill, així com molt botí. A finals del 582, tanmateix, va servir com hippoestrateg (general) de Joan. Quan els romans van lluitar amb els perses a la confluència dels rius Ninfeu (actual Batmane) i el Tigris, ell era el comandant de l'ala dreta de l'exèrcit. Degut a la mala maror entre els dos, es va negar a atacar els perses, fet que va causar la derrota dels romans. No és esmentat a les fonts mai més, podent haver estat acomiadat el mateix any.